# Javier Ontiveros
Javier Ontiveros Parra (Marbella, 9 settembre 1997) è un calciatore spagnolo, attaccante del Cadice.

## Caratteristiche tecniche
È un esterno destro.

## Carriera

### Club
Cresciuto nelle giovanili del Malaga, ha esordito il 21 novembre 2015 in un match perso 2-0 contro l'Espanyol.

### Nazionale
Ha giocato nelle nazionali giovanili spagnole Under-17, Under-18 ed Under-19.

## Statistiche

### Presenze e reti nei club
Statistiche aggiornate al 29 agosto 2018.
| Stagione        | Squadra         | Campionato      | Campionato | Campionato | Coppe nazionali | Coppe nazionali | Coppe nazionali | Coppe continentali | Coppe continentali | Coppe continentali | Altre coppe | Altre coppe | Altre coppe | Totale | Totale |
| Stagione        | Squadra         | Comp            | Pres       | Reti       | Comp            | Pres            | Reti            | Comp               | Pres               | Reti               | Comp        | Pres        | Reti        | Pres   | Reti   |
| --------------- | --------------- | --------------- | ---------- | ---------- | --------------- | --------------- | --------------- | ------------------ | ------------------ | ------------------ | ----------- | ----------- | ----------- | ------ | ------ |
| 2015-2016       | Malaga          | PD              | 4          | 0          | CR              | 2               | 0               | -                  | -                  | -                  | -           | -           | -           | 6      | 0      |
| 2016-2017       | Malaga          | PD              | 18         | 2          | CR              | 2               | 0               | -                  | -                  | -                  | -           | -           | -           | 20     | 2      |
| 2017-2018       | Malaga          | PD              | 12         | 0          | CR              | 2               | 0               | -                  | -                  | -                  | -           | -           | -           | 14     | 0      |
| gen.-giu. 2018  | Real Valladolid | SD              | 17         | 0          | CR              | 0               | 0               | -                  | -                  | -                  | -           | -           | -           | 17     | 0      |
| 2018-2019       | Malaga          | SD              | 33         | 5          | CR              |                 |                 |                    |                    |                    |             |             |             | 33     | 5      |
| Totale Malaga   | Totale Malaga   | Totale Malaga   | 67         | 7          |                 | 6               | 0               |                    | -                  | -                  |             | -           | -           | 73     | 7      |
| 2019-2020       | Villarreal      | PD              | 0          | 0          | CR              | 0               | 0               | -                  | -                  | -                  | -           | -           | -           | 0      | 0      |
| Totale carriera | Totale carriera | Totale carriera | 84         | 7          |                 | 6               | 0               |                    | -                  | -                  |             | -           | -           | 90     | 7      |